# Sarmatia otardalis
Sarmatia otardalis är en fjärilsart som beskrevs av George Francis Hampson. Sarmatia otardalis ingår i släktet Sarmatia och familjen nattflyn. Inga underarter finns listade.